# 젬포알테펙사슴쥐
젬포알테펙사슴쥐 또는 검은발쥐(Peromyscus melanocarpus)는 비단털쥐과에 속하는 설치류의 일종이다. 멕시코에서만 발견된다.